# II Klucz Kominowy (Op)
II Klucz Kominowy (Op) – polska jednostka lotnicza utworzona we Francji w maju 1940 w jako pododdział Polskich Sił Powietrznych.

## Formowanie i walki
Utworzony został w połowie maja 1040. Składał się z  sześciu pilotów i 15-osobowego personelu naziemnego.
Jednostka stacjonowała w Romorantin i wykonywała zadanie osłony powietrznej wytwórni lotniczej znajdującej się w mieście. Klucz liczył 7 pilotów i dysponował samolotami Morane MS.406. Na przełomie maja i czerwca lotnisko i sama miejscowość została kilka razy zbombardowana. Do 18 czerwca klucz wykonał około dwudziestu zadań. Kluczowi przyznano 5 zwycięstw powietrznych bez strat własnych. Był to najskuteczniejszy polski klucz kominowy.

## Żołnierze klucza
Piloci
- kpt. Tadeusz Opulski – dowódca
- ppor. Jan Daszewski
- ppor. Witold Łokuciewski
- plut. Karol Krawczyński
- sierż. Albin Łakomy[4]
- kpr. Zygmunt Rozworski